# St-Philibert (Tournus)

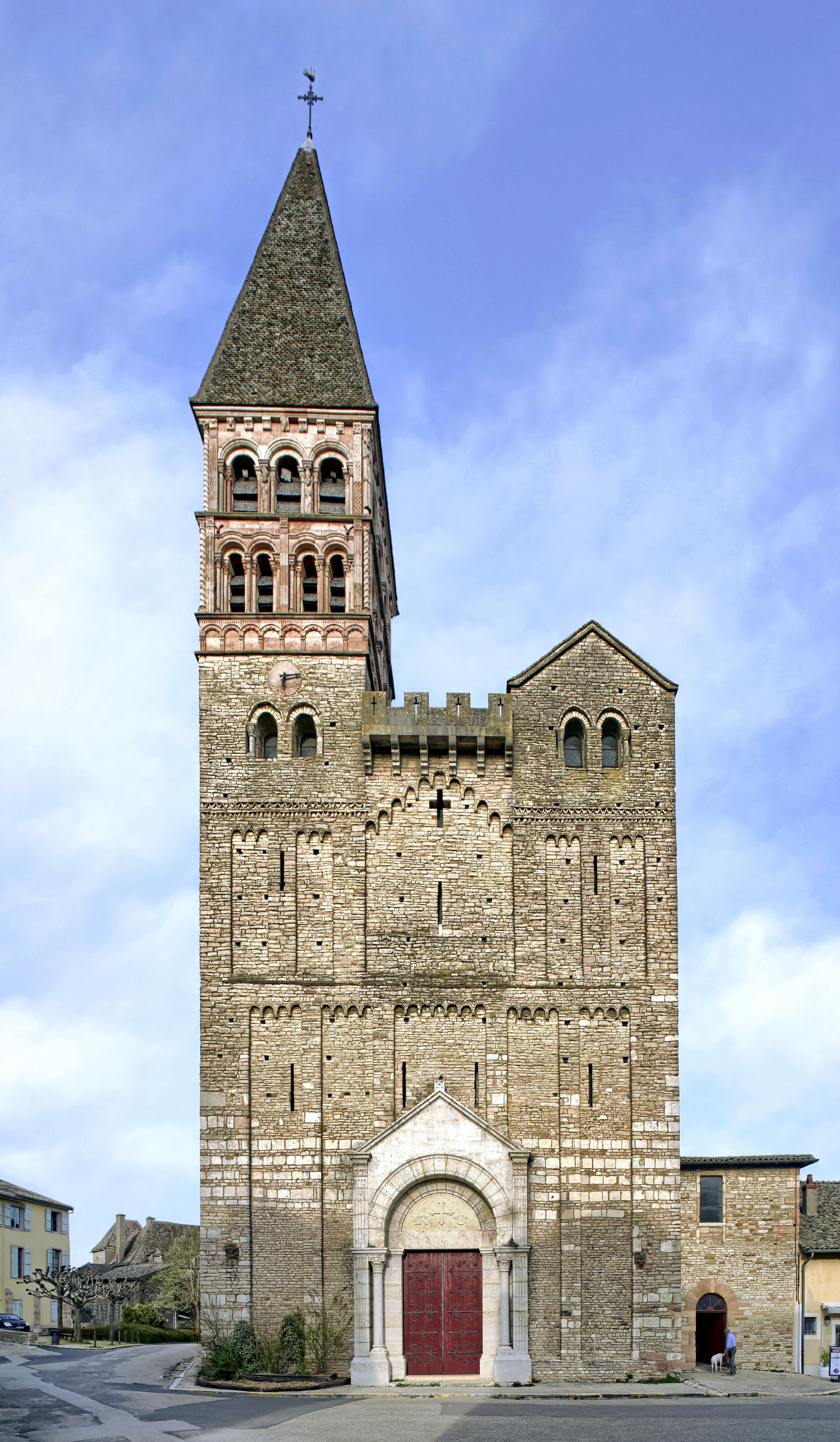
Die Doppelturmfassade

Die Abteikirche Saint-Philibert in Tournus, in direkter Nähe zur Saône gelegen und Zentrum der Benediktinerabtei und Stadt Tournus, gehört zu den bedeutendsten frühromanischen Sakralbauten Mitteleuropas. Die mehrphasige Geschichte des heute bestehenden Baus zog sich durch das 11. und 12. Jahrhundert hin. Schutzpatron der Kirche ist der heilige Philibert, dessen Reliquien in der Zeit der Überfälle der Normannen von der Abtei Noirmoutier, wo er gestorben war, hierher in Sicherheit gebracht wurden.
Siehe den Hauptartikel Benediktinerabtei Tournus
Die Basilika besteht aus drei Schiffen von je fünf Jochen, hat ein Querschiff, einen Umgangschor mit Kapellenkranz und im Westbau eine ebenfalls dreischiffige Vorhalle und darüber eine Oberkirche.
Der Bau ist von großer kunsthistorischer Bedeutung und in mehrerer Hinsicht ein Vorreiter entscheidender architektonischer Entwicklungen: Zum ersten Mal in der burgundischen Baukunst erscheint hier möglicherweise die Doppelturmfassade, die Quertonnen über dem Mittelschiff gelten als „älteste selbsttragende Gewölbe der Nachantike“ und in der Krypta findet man zum ersten Mal in Burgund den Grundriss eines Chorumgangs mit Radialkapellen, der für die kommende Entwicklung bis weit in die Gotik hinein bestimmend bleiben sollte.

## Baugeschichte
Man rechnet mit mindestens zwei Vorgängerbauten, einer Kirche des späten 9. Jahrhunderts, die 937 bei Ungarneinfällen zerstört wurde und einem nach 949 vorgenommenen Neubau, von letzterem sind heute noch die Außenmauern des ehemals ungewölbten Langhauses mit seinen flachen Lisenen zu erkennen.
Auch das Schema der Krypta mit ihrem Umgang und den drei radial gestellten Kapellen, ein Grundriss, der im Chor darüber seine Fortsetzung findet, gehört dieser Phase an.
Eine Reparatur, vielleicht auch ein weitgehender Neubau in den alten Strukturen wurde nach einem Brand 1007 nötig, sodass schon 1019 eine Weihe stattfinden konnte. Es folgte um 1020/30 eine im Westen angefangene Langhauserweiterung mit Errichtung des heutigen Narthex. Er hat die Breite des Chors, woraus geschlossen wurde, dass auch das ganze Langhausmittelschiff zunächst in diesen schmaleren Dimensionen geplant war, um mit einer Längstonne überwölbt werden zu können. Um 1040/50 scheint man sich entschlossen zu haben, auf die wegen der seitlichen Schubkräfte statisch heikle Längstonne sowohl im Narthex als auch im Langhausmittelschiff zu verzichten und auf die ursprüngliche Breite und die alten Außenmauern zurückzukommen. Weiter nach außen gestellte Rundpfeiler und verkürzte Joche erlaubten hier aber um 1070–80 die Wölbung mit Quertonnen, eine extreme Ausnahme nicht nur in der burgundischen Architekturgeschichte. Zugleich errichtete man die Michaelskapelle, das hohe Obergeschoss der jetzt als Narthex zu definierenden westlichen Joche, sie erhielten im Mittelschiff eine Längstonne und seitlich Vierteltonnen. Beobachtungen am uneinheitlichen Schichtwechsel der Gurtbögen sprechen für einen Einsturz des Vierungsturms, der mit den Nachbarjochen und dem Chor wohl um 1100 erneuert wurde. Ein Weihedatum 1120 bezieht sich vielleicht auf die Vollendung des Chors, doch werden sich die Arbeiten an der Kirche noch über die Mitte des 12. Jahrhunderts hinweg hingezogen haben.

## Fassade
Wie bei vielen anderen Kirchen aus der Zeit vor 1100 hat die Fassade einen wehrhaften Charakter. Die einzigen Verzierungen, Bogenfriese und Lisenen, folgen erkennbar lombardischen Vorbildern. Wie auch in anderen Kunstlandschaften nördlich der Alpen waren hier Bauleute aus Norditalien beteiligt. Die Westfassade ist 28 m hoch. Portal und Zinnenbalkon wurden bei der Restaurierung im 19. Jahrhundert nachträglich hinzugefügt.
Ob die westwerkartige Fassade, mit der um 1020/30 der Neubau begonnen wurde, insgesamt aus diesen Jahren stammt, ist eher unsicher. In den Gliederungselementen des Fassadenuntergeschosses werden die Türme noch nicht vorbereitet. Teilweise wird daher eine spätere Entstehung, um 1070/80, im Zusammenhang mit der inneren Umgestaltung (siehe weiter unten) angenommen. Wenn allerdings die Obergeschosse doch schon um 1030 datiert werden müssen, hätten sie als das früheste erhaltene Beispiel einer Doppelturmfassade zu gelten, denn das mögliche Vorbild aus noch früheren Jahren, am zweiten Bau von Cluny, ist nicht erhalten. Noch waren die Freigeschosse erst als kleine Stümpfe ausgebildet, wie es der Südturm bis heute zeigt. Die Erhöhung des Nordturms erfolgte erst im 12. Jahrhundert.

## Vorkirche (Narthex)

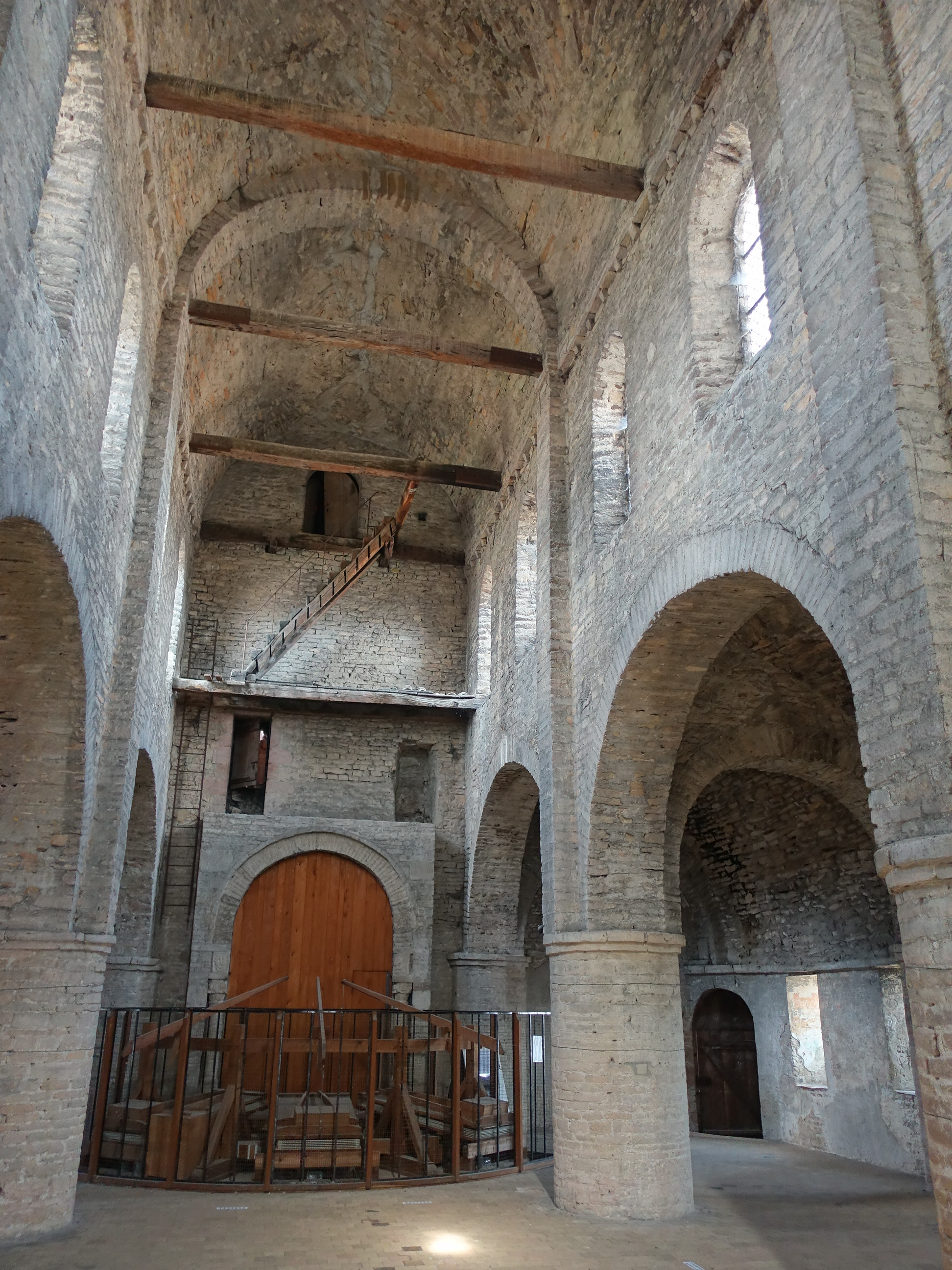
Michaelskapelle

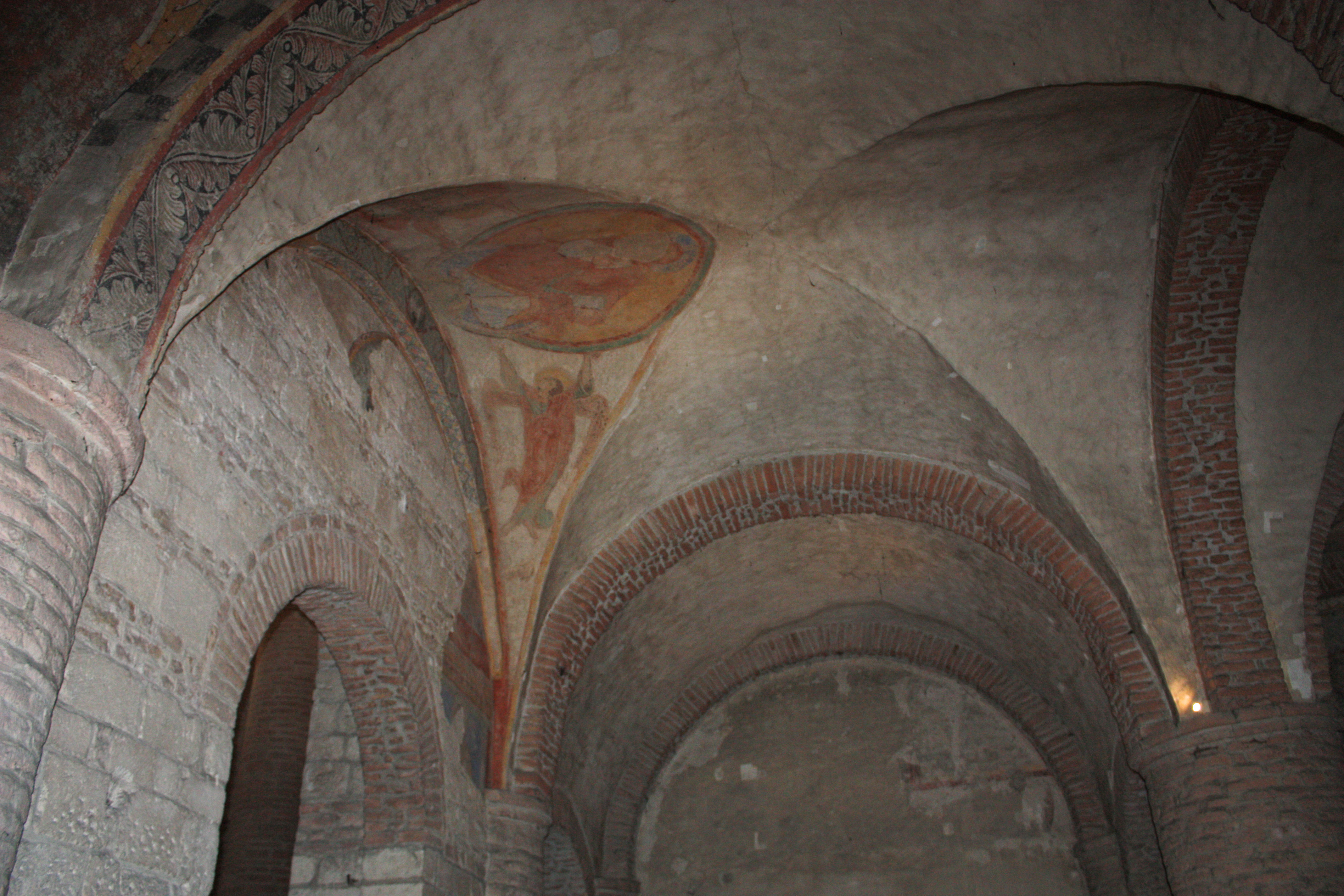
Gewölbe des Narthex

Die westlichen Joche, der Narthex der heutigen Kirche, wurden um 1020 als Erweiterung eines bestehenden Langhauses begonnen.
Diese dreischiffige Vorkirche ist heute eine zweigeschossige Anlage, die mit der Hauptkirche durch Bogenstellungen verbunden ist.

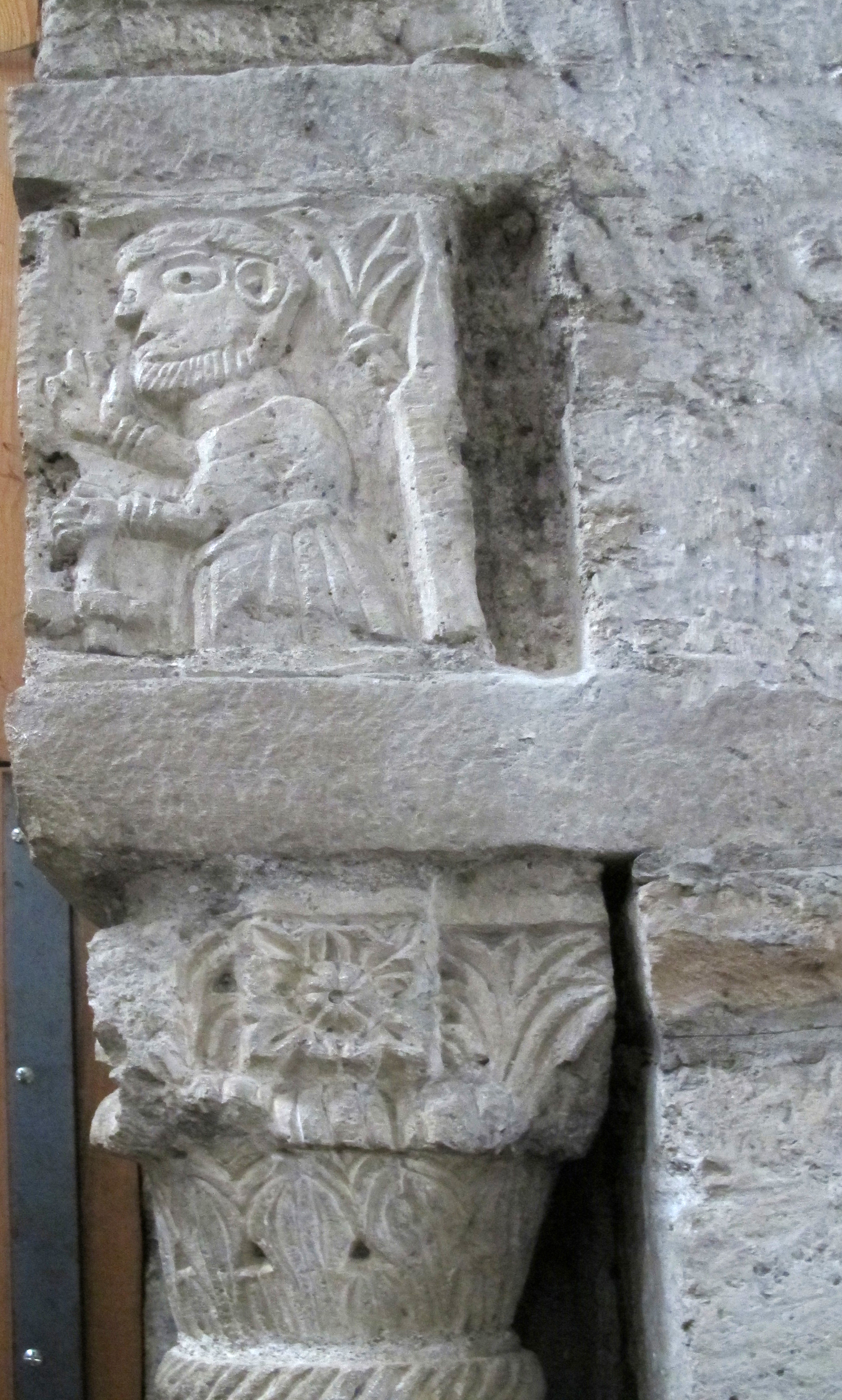
Gerlannus

Sie ist im Erdgeschoss des Mittelschiffs kreuzgratgewölbt, die Seitenschiffe sind mit Quertonnen zur Mitte geöffnet. An den wuchtigen Rundpfeilern und anderen Indizien  kann geschlossen werden, dass hier (wie auch im gesamten Langhausneubau) zunächst eine Tonnenwölbung nach dem Vorbild des zweiten Baus von Cluny geplant war. Für 1040/50 wird eine Umplanung angenommen, die sich aus der ungewohnten statischen Problematik weitgespannter Wölbungen ergab: Auf die Längstonne wurde jetzt ganz verzichtet. Die westlichen Joche wurden durch Geschoßteilung zum Narthex umgestaltet, dessen unteres Mittelschiff mit Kreuzgratgewölben, die Seiten aber mit Quertonnen gedeckt wurden. Über dieser Vorkirche befindet sich die dem Patronat Erzengel Michael anvertraute, in ihrem Mittelschiff 12 m hohe und zur Hauptkirche hin offene Kapelle; ihre Rundpfeiler tragen rechteckige Wandvorlagen, die zum leicht angespitzten Tonnengewölbe des Mittelschiffs hinaufreichen, das von den viertelkreisförmigen Seitenschiffsgewölben gestützt wird (vielleicht erst um 1070).
An der Arkade zum Langhaus befindet sich die Relieffigur eines bärtigen Mannes mit einem Hammer, daneben eine Inschriftplatte mit dem Namen „Gerlannus“, der als Abt oder Baumeister der Kirche gedeutet wird. Der ehemalige Text der Inschrift Gerlannus Abate Isto Moneteium e ile ist offenbar verdorben. Zusammen mit einer weiteren Reliefplatte des Bogens mit einem groben Gesicht gehört die Figur zu den ältesten, aber nicht sicher datierbaren erhaltenen Werken romanischer Bauplastik.

## Langhaus

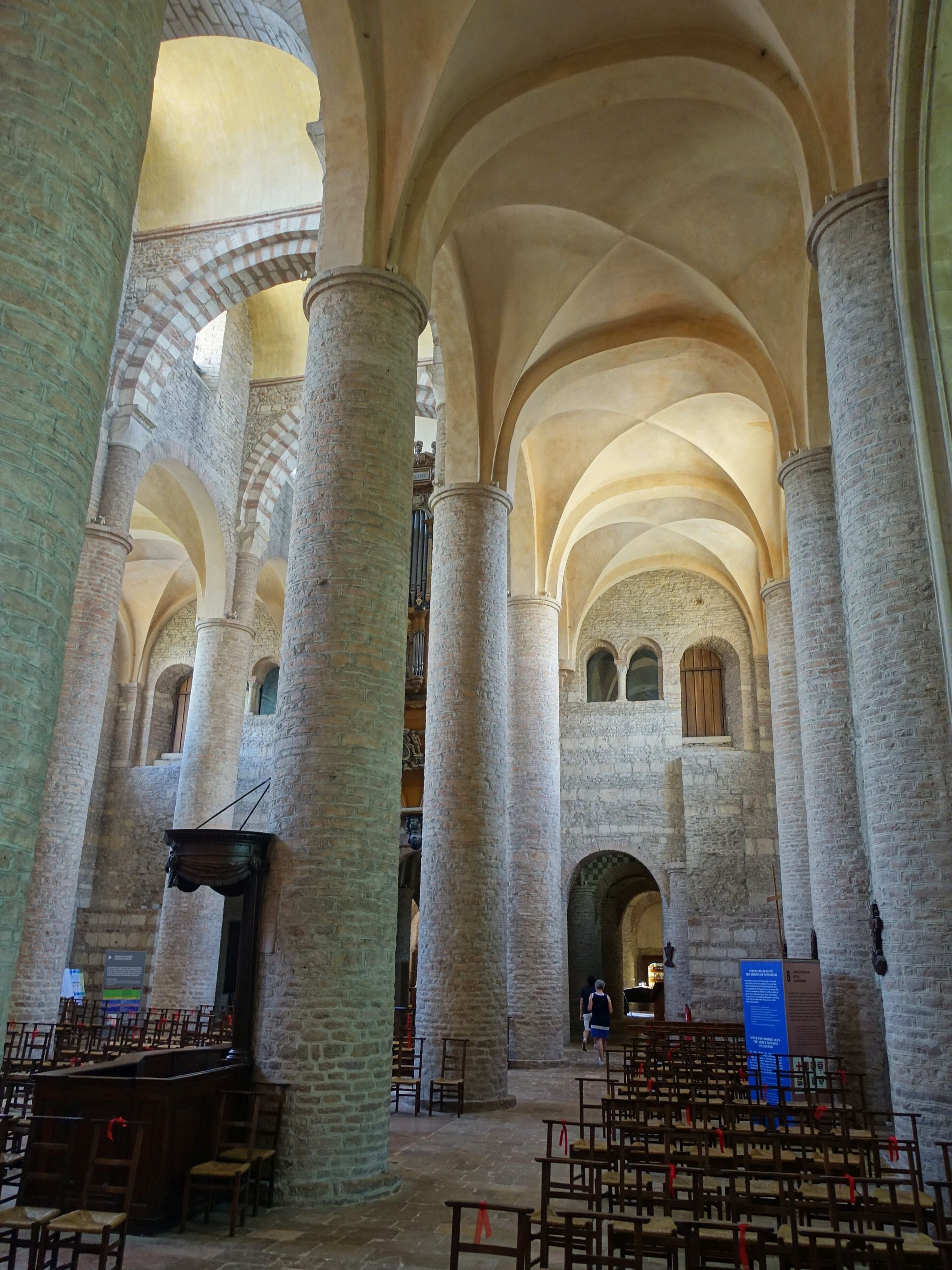
Kirchenschiff von Saint-Philibert

Das Langhaus ist ebenfalls ungewöhnlich. Besondere Beachtung verdient das ungewöhnliche Quertonnengewölbe. Es wird von hohen, massiv gemauerten Rundpfeilern getragen. Für das Mauerwerk der Gurtbögen wurden weiße und rote Quadersteine im Wechsel verwendet.
Als die Wölbung des Vorbaus gelungen war, überwölbte man – mutig geworden – um 1050 das noch breitere Hauptschiff. Dabei nutzte man die Erfahrungen vom Bau der nahegelegenen Prioratskirche St-Martin in Chapaize. Trotzdem misslang der Versuch, denn schon bald drohte das Gewölbe wegen der auftretenden Schubkräfte einzustürzen. Deshalb riss man es schon um 1070 wieder ab, errichtete als Notlösung in jedem der kurzen Joche des Mittelschiffs ein eigenes – quer zur Längsrichtung errichtetes – Tonnengewölbe und konnte so die alten Pfeiler und Außenmauern beibehalten. Auf Schwibbögen ruhen seitdem fünf quer zur Mittelschiffsachse stehende Tonnengewölbe mit geringem Radius. Ihre Schubkräfte hoben sich gegenseitig auf und drückten die seitlichen Mauern nicht mehr nach außen. Auch war es dadurch möglich, große Fenster in die Außenmauer einzulassen.
Durch diese frühe und seltene Gewölbelösung, auch wenn sie eine Notlösung war, erscheint der Kirchenraum in Tournus wie eine hohe Halle. Schwibbögen über Konsolen spannen sich über das Mittelschiff. Der Blick in die verschiedenen Gewölbeteile demonstriert, in welchem Ausmaß hier im 11. Jahrhundert mit ganz verschiedenen Konstruktionsmitteln experimentiert wurde.
Die Seitenschiffe des Langhauses sind mit Kreuzgratgewölben bedeckt.
Obwohl die Quertonnen die Kirche sehr hell machen, ist diese Idee bei anderen Großkirchen nicht nachgeahmt worden. Ein Grund könnte sein, dass die Gestalt der Querstrukturen der Idee einer nach Osten, auf das Sanktuarium orientierten Bewegungsrichtung der Pilger und anderen Gläubigen störend entgegenstand.

## Chor
Auch bei der Entwicklung der Chorbauweise steht Saint-Philibert ganz am Anfang: Hier beruht der Umgangschor mit drei flach geschlossenen Radialkapellen, also mit Kapellen, die als einzelne Bauteile strahlenförmig an den Chorumgang angebaut sind, auf dem Kryptengrundriss des 10. Jahrhunderts.
Aus solchen frühen Formen hat sich später der Kapellenkranz entwickelt und die zahlreichen Varianten, die den Chor zu einem dominierenden Element der Kirchenanlage gemacht haben – wie zum Beispiel in der dritten Kirche der Abtei Cluny. Das aufgehende Mauerwerk des Chors wurde allerdings im 12. Jahrhundert nach Einsturz des Vierungsturms weitgehend erneuert. Die Anlage dieser Radialkapellen hatte einen liturgischen Sinn. In den Klosterkirchen hatte jeder Mönch, der auch Priester war, die Verpflichtung, jeden Tag eine Messe lesen. Gleichzeitig erlebte die mittelalterliche Heiligenverehrung  und vor allem das Pilgerwesen einen gewaltigen Aufschwung. So wurden zusätzliche Altäre und Orte der Reliquienverehrung in der Kirche erforderlich, die in Prozessionen abgeschritten werden konnten. Da die Kapellen über Fenster verfügten, wurde so im ausgehenden 11. Jahrhundert der Grundstein für eine sichtbare Veränderung gelegt: Am Anfang stehen die dunklen Chöre der Romanik, am Ende der „Lichtschrein“, den Abt Suger seit 1140 mit der Kathedrale von Saint-Denis als erstes gotisches Gebäude errichtete.

## Krypta

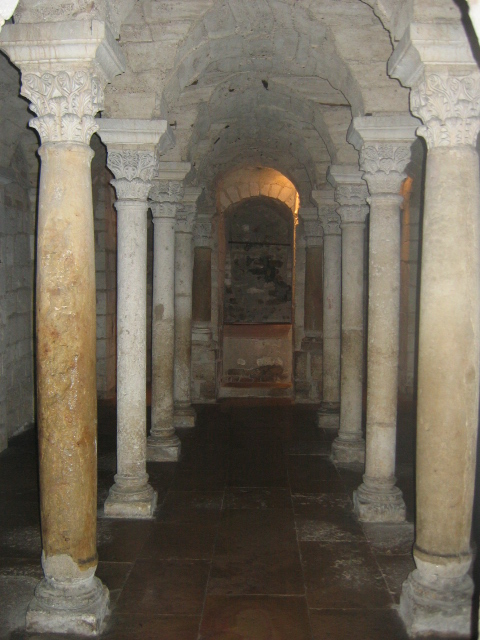
Krypta

Die Krypta von St-Philibert ist der älteste erhaltene Teil der Kirche und eine der ältesten Umgangschoranlagen mit Kapellen der europäischen Baukunst. Die ältesten bekannten Krypten (zum Beispiel in Auxerre) stammen aus der Zeit um 850. Sie hatten rechtwinklige Umgänge. Die Krypta von Tournus stammt ursprünglich aus dem Jahr 875. Ungefähr hundert Jahre später passten die Mönche den Umgang der runden Chorform darüber an und ergänzten die rechteckigen Kapellen. Der von zwei Reihen schlanker Säulen geteilte Hauptraum ist aber auch heute noch rechteckig. Der Mittelbereich ist durch zehn schlanke Säulen mit antikisierenden Kapitellen unterteilt. An der Krypta-Westwand befindet sich ein alter Brunnen, der im Verteidigungsfall die Wasserversorgung gewährleistete. Ein Fresko aus dem 12. Jahrhundert ist besonders gut erhalten, es stellt Maria mit dem Kind und den thronenden Christus dar.

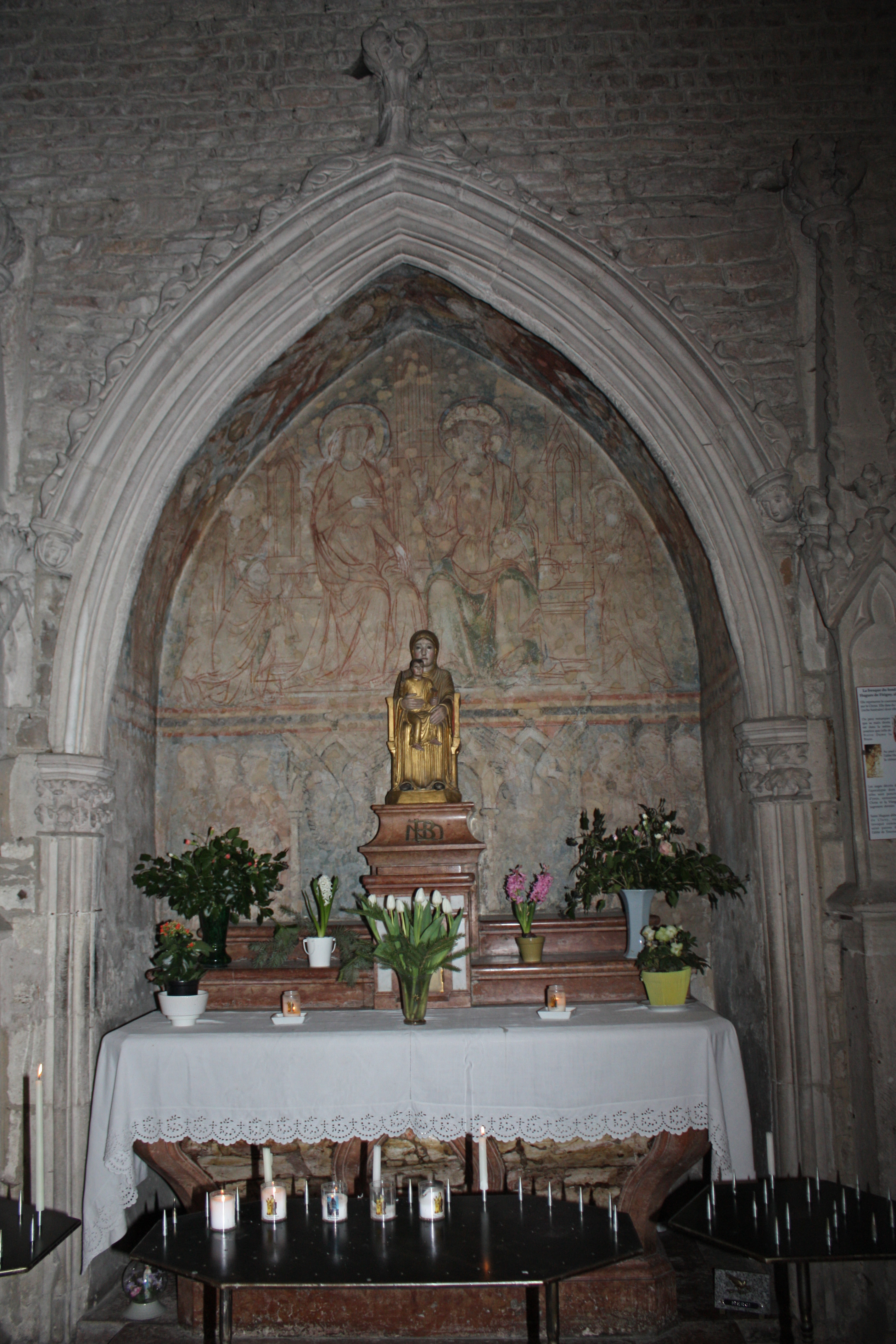
Seitenaltar der „braunen Madonna“

## Ausstattung
Zu der ansonsten eher spärlichen Ausstattung gehören der moderne Reliquienschrein des heiligen Philibert im Chor. Eine Seltenheit sind die im 20. Jahrhundert entdeckten mittelalterlichen Fußbodenmosaike im Chorumgang; sie zeigen Monatsarbeiten und Tierkreiszeichen. Im südlichen Seitenschiff befindet sich die Zedernholz-Madonna Notre Dame la Brune („braune Madonna“) aus dem frühen 12. Jahrhundert in einer spitzbogigen gotischen Wandnische vor Wandmalereien des 14. Jahrhunderts; sie war im Mittelalter ein bedeutendes Wallfahrtsziel.
Im Obergeschoss des Narthex finden sich vier handbetriebene Blasebalge, die in früheren Zeiten die Luft zum Spielen der Orgel lieferten.

### Orgel

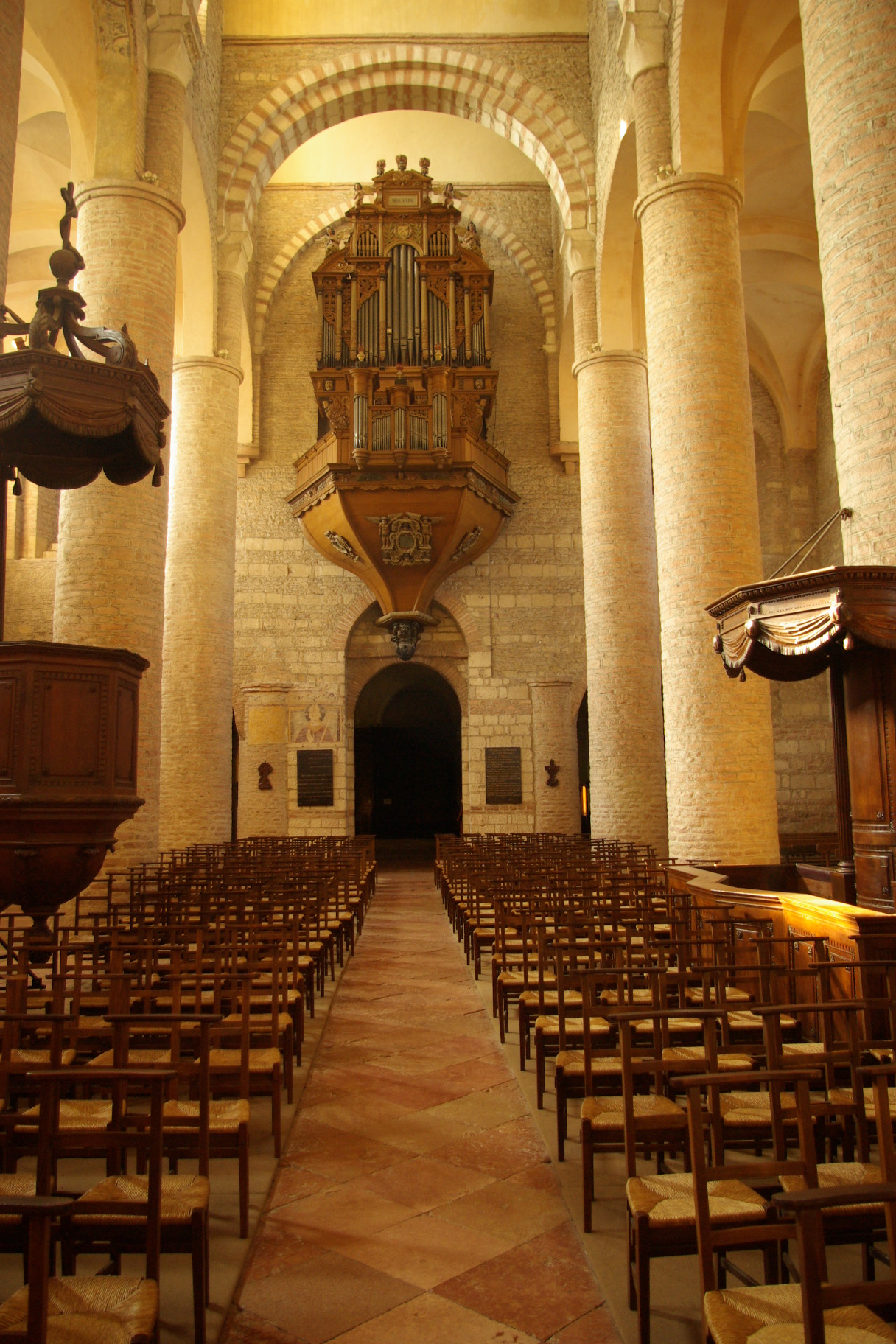
Blick durch das Langhaus auf die Orgel

Die Orgel der Abteikirche hat eine wechselvolle Geschichte hinter sich. Sie geht zurück auf ein Instrument, das im 17. Jahrhundert von dem Orgelbauer Jehan d'Herville (Troyes, Champagne) erbaut wurde; das Gehäuse stammt von dem Künstler Gaspard Symon (Tournus). Im Laufe der Zeit wurde die Orgel immer wieder restauriert und überarbeitet. 1929 bis 1932 wurde sie von dem Orgelbauer Edouard Ruche (Lyon) umfassend restauriert und dabei grundlegend verändert: Die bislang mechanischen Trakturen wurden durch pneumatische ersetzt, und die Orgel wurde insgesamt mit einer elektrischen Balganlage ausgestattet. Außerdem kam es zu nachhaltigen Veränderungen in der Disposition. 1978 wurde das Instrument mit Blick auf eine umfassende Restaurierung und Rückführung auf den Ursprungszustand abgebaut. Seit 1990 ist die Orgel wieder in Betrieb. Das Instrument hat 32 Register auf vier Manualwerken und Pedal. Vier Register des Pedals sind aus der Grand Orgue abgeleitet. Die Orgel hat eine elektrische Windanlage, und zusätzlich eine mechanische Balganlage, die in der Kapelle Saint-Michel untergebracht ist. Die Trakturen sind mechanisch.
| I Positif de dos C–f3 |              |        |
| 1.                    | Bourdon      | 8′     |
| 2.                    | Montre       | 4′     |
| 3.                    | Nazard       | 2 ⁄3′  |
| 4.                    | Doublette    | 2′     |
| 5.                    | Tierce       | 1 3⁄5′ |
| 6.                    | Larigot      | 1 ⁄3′  |
| 7.                    | Cymbale IV–V |        |
| 8.                    | Cromorne     | 8′     |

| II Grand Orgue C–f3 |                  |        |
| 9.                  | Montre           | 8′     |
| 10.                 | Bourdon          | 8′     |
| 11.                 | Prestant         | 4′     |
| 12.                 | Flûte            | 4′     |
| 13.                 | Nazard           | 2 ⁄3′  |
| 14.                 | Doublette        | 2′     |
| 15.                 | Tierce           | 1 3⁄5′ |
| 16.                 | Fourniture III   |        |
| 17.                 | Cornet V (ab c1) |        |
| 18.                 | Cymbale III      |        |
| 19.                 | Trompette        | 8′     |
| 20.                 | Voix Humaine     | 8′     |
| 21.                 | Clairon          | 4′     |

| III Récit g0–f3 |            |    |
| 22.             | Flûte      | 8′ |
| 23.             | Flûte      | 4′ |
| 24.             | Cornet III |    |

| IV Echo c1–g3 |           |    |
| 25.           | Cornet V  |    |
| 26.           | Trompette | 8′ |

| Pédale C–f1 |                      |     |
| 27.         | Soubasse             | 16′ |
| 28.         | Flûte (= Nr. 9)      | 8′  |
| 29.         | Flûte (= Nr. 11)     | 4′  |
| 30.         | Bombarde             | 16′ |
| 31.         | Trompette (= Nr. 19) | 8′  |
| 32.         | Clairon (= Nr. 21)   | 4′  |

- Koppeln: I/II, III/II, IV/III, II/P